# Hen 3-1333
Hen 3-1333 ist ein Planetarischer Nebel im Sternbild Altar, der von Karl Gordon Henize 1976 katalogisiert wurde.
Im Inneren des Nebels liegt der Wolf-Rayet-Stern V837 Arae mit etwa 60 % der Sonnenmasse und einer Temperatur von 30.000 Kelvin. Der Stern ist von einer Staubscheibe umgeben, die aus der Perspektive der Erde eine periodische Schwankung in der scheinbaren Helligkeit des Sterns verursacht.